# Flávio Fortes
Flávio Fortes (20. rujna 1992.) je zelenortski rukometaš. Nastupa za klub Handball Club Cournon d'Auvergne i zelenortsku reprezentaciju.
Natjecao se na Svjetskom prvenstvu u Egiptu 2021., gdje je reprezentacija Zelenortske Republike završila na posljednjem, 32. mjestu.